# Brestov (district de Humenné)
Pour les articles homonymes, voir Brestov.
Brestov (hongrois : Alsóberek) est un village de Slovaquie situé dans la région de Prešov.

## Histoire
Première mention écrite du village en 1567.

## Démographie

### Évolution de la population
| Année:               | 1994. | 2004.   | 2014.   | 2024.   |
| -------------------- | ----- | ------- | ------- | ------- |
| Nombre de personnes: | 501   | 546     | 599     | 569     |
| Différence:          |       | +8,98 % | +9,70 % | -5,00 % |

| Année:               | 2023. | 2024.   |
| -------------------- | ----- | ------- |
| Nombre de personnes: | 580   | 569     |
| Différence:          |       | -1,89 % |